# Ровер, Юрген
Юрген Ро́вер (нем. Jürgen Rohwer; 24 мая 1924, Фридрихрода — 24 июля 2015, Вайнштадт) — немецкий военный историк и профессор истории Штутгартского университета, специализировался на истории военно-морских сил.
Ровер написал свыше 400 книг, статей и эссе по истории военно-морского флота Второй мировой войны и военных секретных служб.
Во время Второй мировой войны он с 1942 по 1945 год служил на разных военных кораблях, например на эсминце Z-24, на Sperrbrecher 104/Martha и на тральщике M-502.
После войны он изучал историю в Гамбургском университете, был главным редактором журнала «Марине Рундшау».